# Liste der Monuments historiques in Cézac (Gironde)
Die Liste der Monuments historiques in Cézac (Gironde) führt die Monuments historiques in der französischen Gemeinde Cézac auf.

## Liste der Objekte
| Bezeichnung               | Beschreibung          | Standort                       | Kennzeichnung | Schutzstatus | Datum | Bild |
| ------------------------- | --------------------- | ------------------------------ | ------------- | ------------ | ----- | ---- |
| Skulptur Madonna mit Kind | Holz, 18. Jahrhundert | in der Kirche St-Pierre (Lage) | PM33001393    | Inscrit      | 1980  |      |